# سديم متغير

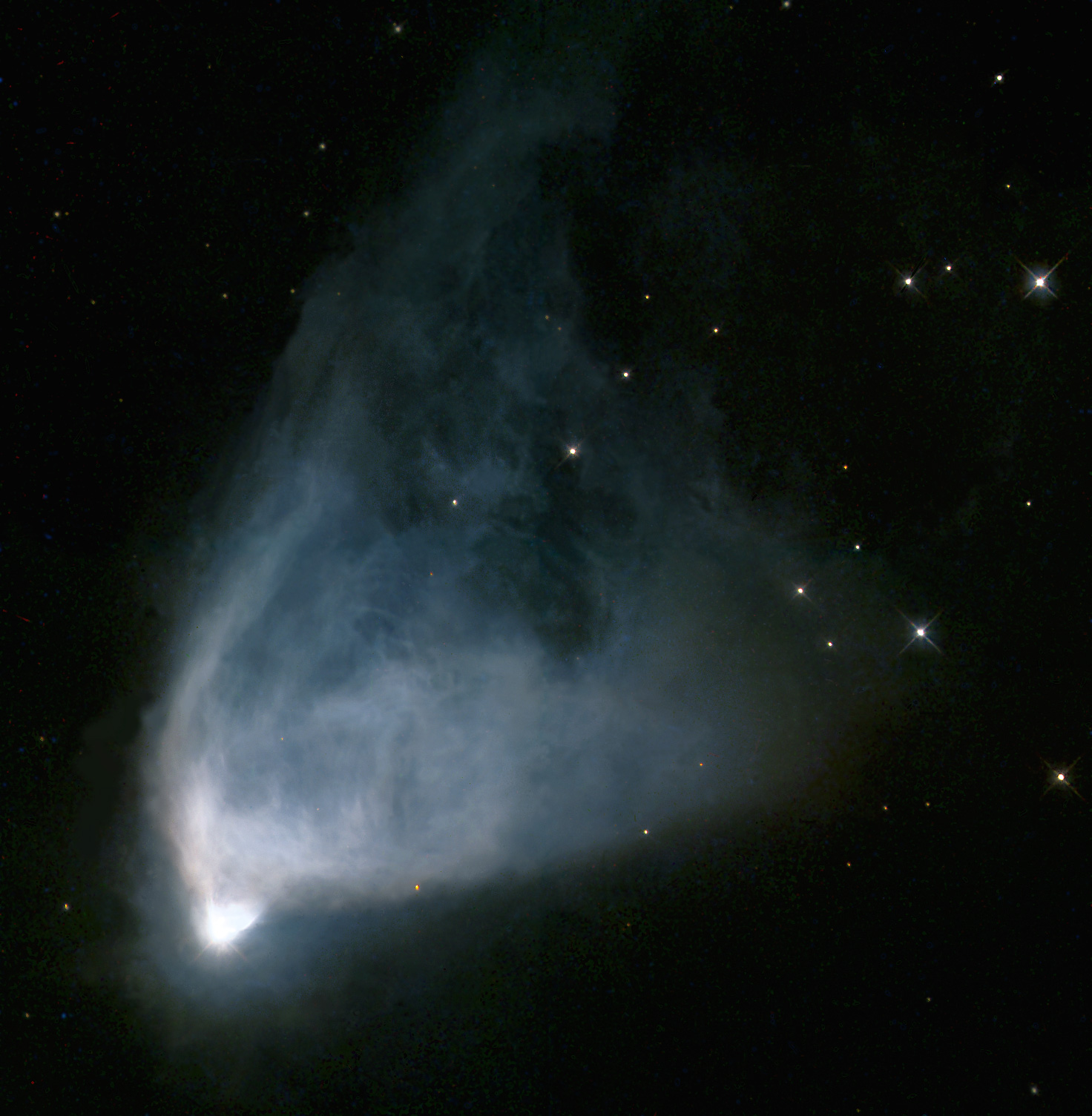
سديم هابل المتغير هو مثال كلاسيكي لسديم متغير (صورة إن جي سي 2261 من مرصد هابل الفضائي).

السديم المتغير هو سديم عاكس يظهر تغييرات حقيقية في السطوع والشكل أو الموقع. بسبب التغيرات في نجمه.
وترتبط هذه السدم المتغيرة مع الأجسام النجمية الفتية التي هي أيضا نجوم متغيرة. الأجسام النجمية الفتية تتواجد في الغالب داخل أو بالقرب من الغاز والغبار بين النجوم، وفي معظم الأحيان جزءا لا يتجزأ أو مطمورة في السحب الجزيئية.
سدم الأجسام النجمية الفتية غير مرئية، ولكن يمكن رصد العديد من السدم المتغيرة (سدم الأجسام النجمية الفتية) بالأشعة تحت الحمراء.